# Jordan Stolz
Pour les articles homonymes, voir Stolz.
Jordan Stolz, né le 21 mai 2004 à  West Bend dans le Wisconsin, est un patineur de vitesse américain spécialiste du sprint.

## Biographie
Jordan Stolz participe aux Jeux olympiques de la jeunesse de Lausanne 2020, où il se classé 5e au 500m, 21e au 1500m, 31e en mass start.
À 17 ans, il participe à sa première saison de coupe du monde pour la saison 2021-22 où il établit plusieurs records du monde junior. Il est sélectionné pour participer aux Patinage de vitesse aux Jeux olympiques de 2022, où il terminera 13e sur 500 m et 14e au 1000 m. 
Le 11 novembre 2022, lors de la première étape de la Coupe du monde 2022-23, il devient le plus jeune patineur masculin à remporter une épreuve individuelle dans la compétition, grâce à sa victoire sur 1500 m, avec un temps de 1'44" 891 puis une médaille d'or sur 1000 m ; il termine la saison avec deux troisième places sur 1000 et 1500 mètres.
Aux Championnats du monde juniors de patinage de vitesse 2023, il remporte quatre médailles d'or, deux de bronze et le titre de champion du monde junior toutes épreuves. Aux championnats du monde simple distance à Heerenveen 2023, il est trois fois champion du monde sur 500 m, 1000 m et 1500 m.

## Palmarès

### Jeux olympiques
| Épreuve / Édition | 500 mètres | 1 000 mètres | 1 500 mètres | 5 000 mètres | 10 000 mètres | Mass start | Poursuite par équipes |
| JO 2022 Pékin     | 13e        | 14e          | —            | —            | —             | —          | —                     |

### Championnats du monde
| Épreuve / Édition               | 500 mètres           | 1 000 mètres         | 1 500 mètres         | 5 000 mètres | 10 000 mètres | Mass start | Poursuite par équipes | Vitesse par équipes |
| simple distance 2023 Heerenveen | Médaille d'or, monde | Médaille d'or, monde | Médaille d'or, monde | —            | —             | —          | —                     | —                   |

## Records personnels
- 500 m : 34 s 08 (17 décembre 2022 à Calgary)
- 1 000 m : 1 min 06 s 47 (21 octobre 2022 à Salt Lake Cit)
- 1 500 m : 1 min 43 s 16 (21 octobre 2022 à Salt Lake Cit)
- 3 000 m : 3 min 47 min 00 s (3 septembre 2022 à Salt Lake Cit)
- 5 000 m : 6 min 24 s 41 (10 décembre 2022 à Calgary)